# Лыжное двоеборье на зимних Олимпийских играх 2022
Соревнования по лыжному двоеборью на зимних Олимпийских играх 2022 года в Пекине пройдут с 9 по 17 февраля в Национальном центре прыжков с трамплина и Национальном лыжном центре, расположенные в районе городского подчинения Чунли города Чжанцзякоу провинции Хэбэй. Это единственный вид спорта на зимних Олимпийских играх, в котором не разыгрываются медали среди женщин.
В рамках соревнований будет разыграно 3 комплекта наград.
Основной фаворит личных дисциплин 4-кратный чемпион мира, обладатель трёх последних Кубков мира в общем зачёте и лидер Кубка мира 2021/22 норвежец Ярл Магнус Риибер был вынужден пропустить первый старт Олимпийских игр из-за ограничений в связи с COVID-19.

## Медали

### Общий зачёт
Жирным шрифтом выделено самое большое количество медалей в своей категории
| Общее количество медалей |          |        |         |        |       |
| Место                    | Страна   | Золото | Серебро | Бронза | Всего |
| 1                        | Норвегия | 2      | 2       | 0      | 4     |
| 2                        | Германия | 1      | 1       | 0      | 2     |
| 3                        | Япония   | 0      | 0       | 2      | 2     |
| 4                        | Австрия  | 0      | 0       | 1      | 1     |
| Всего                    | Всего    | 3      | 3       | 3      | 9     |

### Медалисты
| Дисциплина                         | Золото                                                                          | Серебро                                                                 | Бронза                                                              |
| Большой трамплин/10км              | Йорген Гробак Норвегия                                                          | Енс Лурос Офтебру Норвегия                                              | Акито Ватабэ Япония                                                 |
| Нормальный трамплин/10км           | Винценц Гайгер Германия                                                         | Йорген Гробак Норвегия                                                  | Лукас Грайдерер Австрия                                             |
| Эстафета — большой трамплин/4×5 км | Норвегия · Эспен Бьёрнстад · Эспен Андерсен · Енс Лурос Офтебру · Йорген Гробак | Германия · Мануэль Файсст · Юлиан Шмид · Эрик Френцель · Винценц Гайгер | Япония · Ёсито Ватабэ · Хидэаки Нагай · Акито Ватабэ · Рюта Ямамото |

## Место проведения соревнований
| Центр прыжков с трамплина Гуяншу | Лыжный центр Гуяншу |
| -------------------------------- | ------------------- |
|                                  |                     |
| Вместимость: 10000               | Вместимость: 10000  |

## Расписание
Время местное (UTC+8)
| День    | Дата                | Старт | Соревнование               |
| ------- | ------------------- | ----- | -------------------------- |
| День 7  | Среда, 9 февраля    | 16:00 | Нормальный трамплин        |
| День 7  | Среда, 9 февраля    | 19:00 | Гонка на 10 км             |
| День 12 | Вторник, 15 февраля | 16:00 | Большой трамплин           |
| День 12 | Вторник, 15 февраля | 19:00 | Гонка на 10 км             |
| День 14 | Четверг, 17 февраля | 16:00 | Командный Большой трамплин |
| День 14 | Четверг, 17 февраля | 19:00 | Эстафета 4×5 км            |

## Квалификация
По итогам квалификационных соревнований олимпийские лицензии получат 55 спортсменов, при этом максимальная квота для одного олимпийского комитета составит 4 спортсмена.